# Stawowie

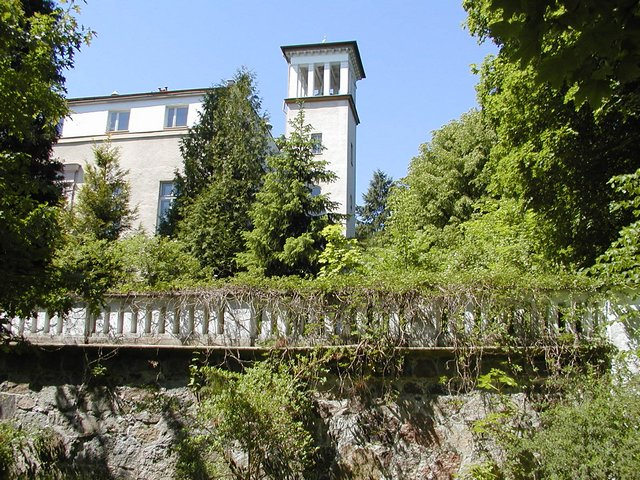
Stawowie, pałac wiosną 2008 r.

Stawowie (kaszub. Wësokô Wòda, niem. Hochwasser) – historyczna dzielnica Sopotu, granicząca na południu z gdańską dzielnicą Oliwą, na północy ze Świemirowem i na zachodzie z Trójmiejskim Parkiem Krajobrazowym (w kompleksie leśnym Lasów Oliwskich). 
Zespół pałacowo-parkowy Stawowie w Sopocie, wpisany do rejestru zabytków pod numerem  877, jest obiektem o wielowiekowej historii, sięgającej XII wieku. We wczesnym średniowieczu była to niewielka osada znana pod nazwą Stanowe, wspomniana w pierwszym zachowanym dokumencie z terenów Pomorza Wschodniego – akcie fundacyjnym klasztoru cystersów w Oliwie, podpisanym przez Sambora I ok. 1188.
Zabytkowy pałac z połowy XIX wieku otoczony jest przepięknym 8-hektarowym parkiem, z bogatą kolekcją drzew, których wiek niejednokrotnie przekracza 150 lat.
Zmieniali się właściciele posiadłości. Np. od 1867 był nim Richard Fischer, właściciel browaru w Gdańsku-Nowym Porcie – Bierbrauerei Richard Fischer.
Pałac po II wojnie światowej mieścił kolejno: komendanturę Armii Czerwonej w Gdańsku, Dom Dziecka Nr 5, zamieniony później w Państwowe Pogotowie Opiekuńcze, Miejski Szpital Specjalistyczny Położniczo-Ginekologiczny im. Dr Heleny Wolf (do pocz. l. 60. XX w.), Szpital Gruźlicy i Chorób Płuc, a następnie Wojewódzki Zespół Gruźlicy i Chorób Płuc. 
Od 2003 obiekt stoi pusty, pozbawiony ogrzewania i bieżącej konserwacji, niszczeje i popada w ruinę, a zabytkowy park jest obecnie bardzo zaniedbany. Do początku września 2008 był własnością Urzędu Marszałkowskiego w Gdańsku, dziś ma już nowego właściciela - nieruchomość nabyła firma Baltic Apartaments Sp. z o.o. ze Świecia, przemianowana w 2010 roku na Zespół Pałacowo-Parkowy Stawowie Sp. z o.o.